# 維索茨基聯盟
維索茨基聯盟 (波蘭語：Sprzysiężenie Wysockiego) 為1828年12月15日華沙軍校十幾名士兵於所成立的聯盟，以皮歐特・維索茨基為中心的群體。密謀起源於議會法庭所激起的民族復興浪潮及俄羅斯在與土耳其戰爭中失敗所產生。
作為波蘭王國所產生的眾多密謀組織中最早成立者，其所訂定的目標為號召武裝起義並解放祖國，以逐漸擴大軍隊中的密謀圈。
1829年春，當原本打算自行加冕為波蘭國王的沙皇尼古拉一世在華沙停留期間，密謀者與愛國議員共同策劃迫使君主恢復其政治自由並遵守王國憲法。若被拒絕就開始爭鬥（尤利烏什・斯沃瓦茨基”科爾迪安“一書中所描述的加冕密謀事件），後因知情的參議員反對而未能採取任何行動。
密謀的目的是為了號召起義並將權力交給政治人物（如約澤夫・霍皮茨基、尤利安・烏爾森・尼恩策維茨、斯坦尼斯瓦夫・波多茨基等人）。即使在矛里茨・莫赫那茨基堅持下，他們也未制定出影響深遠的政治計劃。
1830年11月29日深夜，密謀份子襲擊了康士坦提親王的宅院，引發十一月起義。